# Andrea Rzihacek
Andrea Rzihacek (geb. 1963) ist eine österreichische Mittelalterhistorikerin und Diplomatikerin und arbeitet als Projektleiterin innerhalb der Diplomata-Abteilung der Monumenta Germaniae Historica am Institut für Mittelalterforschung der Österreichischen Akademie der Wissenschaften.

## Leben und Wirken
Sie studierte 1981–1986 Geschichte und Anglistik an der Universität Wien (1986 Mag. phil) und absolvierte anschließend 1986–1989 den Ausbildungslehrgang am Institut für Österreichische Geschichtsforschung, dessen Mitglied sie ist. 1991–2001 arbeitete sie an der Edition der Urkunden Kaiser Heinrichs VI. der Monumenta Germaniae Historica in Wien. 2000 wurde sie zum Dr. phil. mit einer bei Winfried Stelzer verfassten medizingeschichtlichen Dissertation promoviert. Für diese Arbeit wurde sie 2002 mit dem Abt-Engelbert-Preis des Benediktinerstifts Admont ausgezeichnet. 2002–2014 arbeitete sie an der Edition der Urkunden König Philipps von Schwaben, danach nahm sie die Urkunden Kaiser Ottos IV. in Angriff.
Rzihaceks Arbeitsgebiete umfassen Urkundenlehre und Urkundenforschung, Medizingeschichte und Wissenschaftsgeschichte.

## Schriften (Auswahl)
Monographien/Herausgaben
- Medizinische Wissenschaftspflege im Benediktinerkloster Admont bis 1500 (Mitteilungen des Instituts für Österreichische Geschichtsforschung, Erg.-Bd. 46, Wien - München 2005).
- Andrea Rzihacek – Renate Spreitzer: Philipp von Schwaben, Beiträge der internationalen Tagung anlässlich seines 800. Todestages, Wien, 29. bis 30. Mai 2008 (Forschungen zur Geschichte des Mittelalters 19, Österreichische Akademie der Wissenschaften, phil.-hist. Klasse 399, Wien 2010).
- Die Urkunden Philipps von Schwaben. Philippi regis diplomata. Bearb. v. Andrea Rzihacek und Renate Spreitzer unter Witwirkung von Brigitte Merta und Christine Ottner-Diesenberger und unter Verwendung von Vorarbeiten von Paul Zinsmaier (†) und Rainer Maria Herkenrath (Monumenta Germaniae Historica. Die Urkunden der deutschen Könige und Kaiser. Diplomata regum et imperatorum Germaniae. Bd. 12, Wiesbaden 2014).

Aufsätze
- Medizinische Fachprosa im Stift Klosterneuburg bis 1500. In: Jahrbuch des Stiftes Klosterneuburg N.F. 14 (1991), S. 7–75.
- Staufische Kaiserurkunde und normannisch-sizilische Urkundentradition. Die Träger der Kanzleiarbeit im Königreich Sizilien – Kanzleinotare und einheimische Kräfte. In: Handschriften, Historiographie und Recht. Winfried Stelzer zum 60. Geburtstag (Mitteilungen des Instituts für Österreichische Geschichtsforschung Erg., Bd. 42, Wien – München 2002), S. 269–291.
- gem. mit Renate Spreitzer: Hanc paginam sigillo nostro iussimus communiri. Siegel und Besiegelungspraxis der Urkunden König Philipps von Schwaben. In: Archiv für Diplomatik, Schriftgeschichte, Siegel- und Wappenkunde 53 (2007), S. 175–203.
- Die Edition der Urkunden Philipps von Schwaben für die Diplomata-Reihe der Monumenta Germaniae Historica. Planung – Durchführung – Aspekte. In: Rzihacek, Andrea – Spreitzer, Renate: Philipp von Schwaben, Beiträge der internationalen Tagung anlässlich seines 800. Todestages, Wien, 29. bis 30. Mai 2008 (Forschungen zur Geschichte des Mittelalters 19, Österreichische Akademie der Wissenschaften, phil.-hist. Klasse 399, Wien 2010), S. 151–161.
- gem. mit Christoph Egger: Michael Tangl (1861–1921). Ein Österreicher in Berlin. In: Karel Hruza (Hrsg.): Österreichische Historiker. Lebensläufe und Karrieren 1900–1945. Band 2 (Wien – Köln – Weimar 2012), S. 23–84.
- Zwei Herrscher – zwei Kanzleien? Urkundenausstellung in Zeiten der Doppelherrschaft. In:  Petr Elbel, Alexandra Kaar, Jiří Němec, Martin Wihoda (Hrsg.): Historiker zwischen den Zeiten. Festschrift für Karel Hruza zum 60. Geburtstag. Wien / Köln / Weimar 2021, S. 47–61.
- Joy ride in a paint box. Winston Churchill als Maler. In: De interpretandorum fontium arte. Über die Kunst der Quelleninterpratation, hg. v. Karel Hruza, Roman Zehetmayer (Mitteilungen des Niederösterreichisches Landesarchivs 20), St. Pölten 2022, S. 298–317.